# Stipa capensis
Stipa capensis é uma espécie de planta com flor pertencente à família Poaceae. 
A autoridade científica da espécie é Thunb., tendo sido publicada em Prodromus Plantarum Capensium,...19. 1794.
O seu nome comum é baracejo.

## Portugal
Trata-se de uma espécie presente no território português, nomeadamente em Portugal Continental e no Arquipélago da Madeira.
Em termos de naturalidade é nativa das duas regiões atrás indicadas.

## Protecção
Não se encontra protegida por legislação portuguesa ou da Comunidade Europeia.